# 中野督夫
中野 督夫（なかの とくお、1954年2月2日 - 2021年7月27日）は、日本のミュージシャン（ボーカリスト、ギタリスト）。ロックバンドであるセンチメンタル・シティ・ロマンスのメンバー。通称「とっくん」。

## 生涯
名古屋市出身。センチメンタル・シティ・ロマンスの活動以外にも様々なアーティストへのライブサポート、レコーディングをつとめた。
2018年6月下旬の夕方頃にくも膜下出血で倒れ緊急手術。しかし意識が十分には戻らず、病院にて療養の為、ライブ活動は休止を余儀なくされた。パートナーのドラマー新倉愛が介護を行っていた。
2021年7月27日午前5時5分、くも膜下出血の療養中に死去。67歳没。7月31日のお別れ会では、告井延隆らにより代表作「雨はいつか」が披露された。

## ディスコグラフィー
- くつろぎ〜One Man Paradise〜（1997年8月25日）
- 夕方フレンド（2003年4月24日）
- 輪 The Circle（2016年12月24日）

## 主なアルバム・ライブ参加アーティスト
- 完熟トリオ（小坂忠 / 鈴木茂 / 中野督夫）
- 愛奴『LOVE IN CITY』 ※作詞のみ
- EPO
- 大貫妙子『Gray Skies』
- 小山卓治
- 五島良子
- 加藤登紀子
- 斎藤誠
- 鈴木祥子
- 近藤名奈
- 竹内まりや『BEGINNING』『UNIVERSITY STREET』「返信 / シンクロニシティ (素敵な偶然)」『Denim』
- 橘いずみ『君なら大丈夫だよ』「ジェットコースターの夢」※作曲
- マザー・グース「貿易風にさらされて / マリン・ブルー」
- 増田俊郎
- Mr.Children『Simple』
- 山下達郎『NIAGARA TRIANGLE Vol.1』
- 湯川トーベン